# Kostel svatého Martina (Cieszowa)
Kostel svatého Martina z roku 1751 a byl postaven v obci Cieszowa, gmina Koszęcin, okres Lublinec, Slezské vojvodství a náleží do děkanátu Sadów, diecéze gliwická, je farním kostelem farnosti Svatého Martina a následovníků v Cieszowě.
Dřevěný kostel je v seznamu kulturních památek Polska pod číslem A/72/78 z 10. 3. 1978  a je součástí Stezky dřevěné architektury v Slezském vojvodství.

## Historie
První zmí,ka pochází z roku 1679, kdy v místě stála kaplička sv. Martina z 13. století. Původní kostel z roku 1598 byl kostelem protestantským. Kostel (současný) byl postaven v roce 1751 a jeho stavitelé ve stejném období také postavili v obci synagogu.

## Architektura
Jednolodní dřevěná stavba je ukončena trojbokým kněžištěm, ke kterému ze severní strany přimyká sakristie s panskou tribunou. Hranolová věž je bedněna deskami a zakončená osmibokou bání s lucernou. Střecha kostela je sedlová krytá šindelem. Stěny kolem kostela obepínají soboty.

### Interiér
Hlavní oltář je novogotický s obrazem patrona kostela sv. Martina. Boční oltáře jsou z 18. století v barokním slohu.
Hudební kruchta je podpírána čtyřmi vyřezávanými sloupy. Pod lodi kostela je krypta, ve které se do roku 1960 nacházely ostatky majitelů obce.
Jižně od kostela se nachází hřbitov.

## Galerie

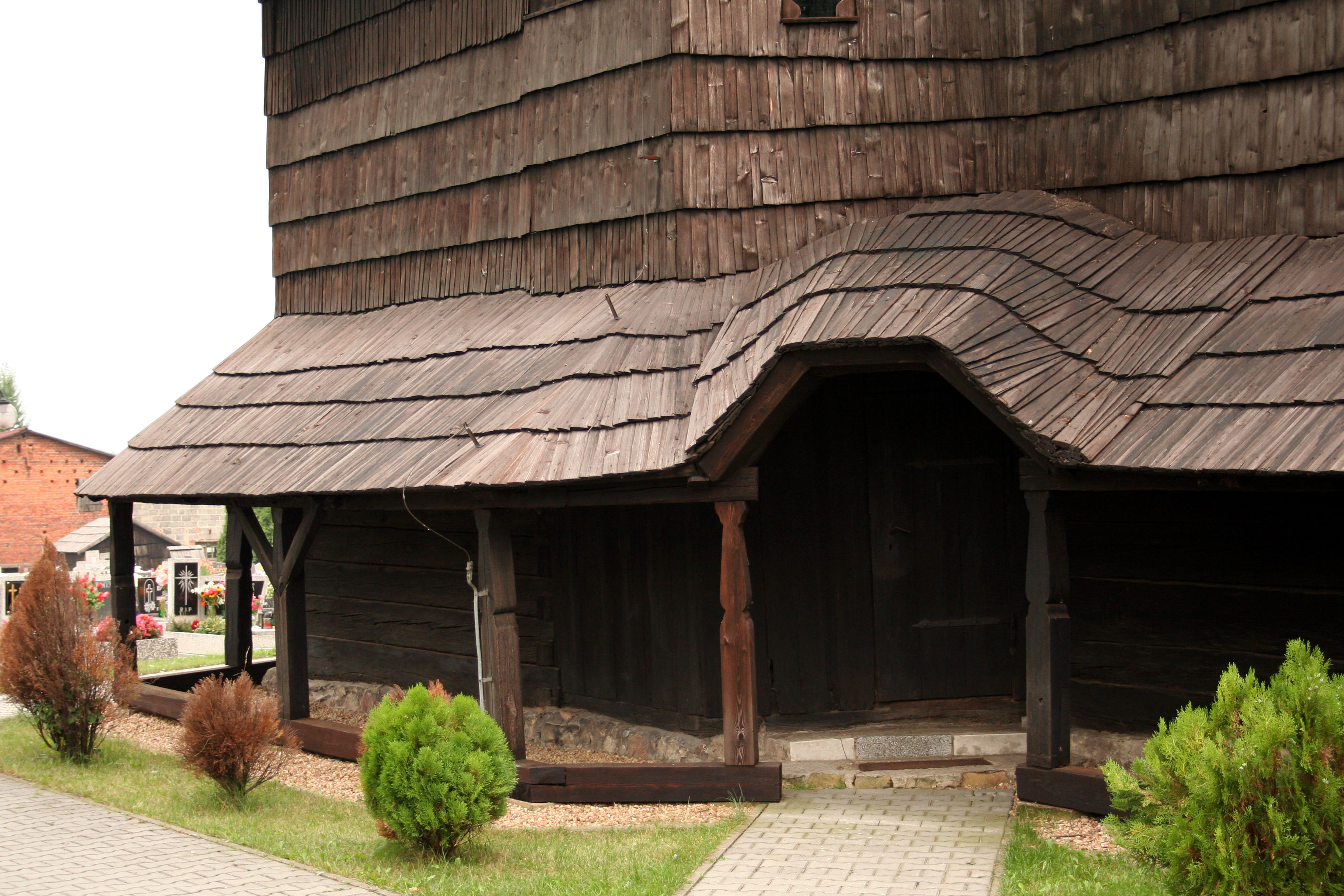
Soboty kolem kostela